# Wikiseek
Wikiseek era un motor de búsqueda de información que indexaba solamente páginas de Wikipedia, más páginas que enlazan a Wikipedia por medio de un hipertexto. Ha sido creado por Searchme, Inc.
Al contrario de lo que afirman muchos medios, no tiene un vínculo directo con Wikimedia o con la Organización privada Wikia, y no está relacionado con la aún no realizada aplicación de búsqueda, anunciada por Wikia, Wikiasari.
Para enero del 2007 Wikiseek solo busca en Wikipedia en Inglés.